# Мост Папинийду
Мост Папинийду или Новый Мост — совмещенный автомобильно-железнодорожный балочный мост через реку Пярну на шоссе Таллинн — Пярну — Икла, Эстония.
Мост был построен в 1976 году и имеет длину 284 м. Поскольку по мосту также могут проезжать поезда, его иногда называли железнодорожным мостом Папинийду.

## История
Строительство моста Папинийду началось 23 января 1973 года, когда строители заложили первую сваю моста на берегу улицы Папинийду. Мост открыт 30 декабря 1976 года без улучшенного настила. Качество строительства моста было плохим, и потребность в капитальном ремонте возникла через 20 лет после завершения строительства.
В связи с реконструкцией объездной дороги Пярну в 2009–2011 годах также был отремонтирован мост Папинийду. В ходе ремонта были заменены гидроизоляция моста, система водоотведения, конструкция крыши, уличное освещение и перила. Также были отремонтированы поврежденные бетонные поверхности, очищены и окрашены металлические конструкции, а на концах моста сооружены люки. Кроме того, на Таллиннской стороне моста построен пешеходный пандус.